# Fuscoporia
Fuscoporia es un género de hongo de la familia Hymenochaetaceae.

## Taxonomía
Fuscoporia fue descrita por el micólogo estadounidense William Alphonso Murrill y publicada en North American Flora 9 (1): 3  en 1907.

### Especies
- Fuscoporia altocedronensis
- Fuscoporia bifurcata
- Fuscoporia callimorpha (Lév.) Groposo, Log.-Leite & Góes-Neto, 2007
- Fuscoporia chrysea
- Fuscoporia contigua
- Fuscoporia discipes
- Fuscoporia ferrea
- Fuscoporia ferruginosa (Schrad.) Murrill, 1907
- Fuscoporia flavomarginata
- Fuscoporia formosana
- Fuscoporia longisetulosa
- Fuscoporia palomari
- Fuscoporia rhabarbarina
- Fuscoporia senex
- Fuscoporia setifera
- Fuscoporia torulosa
- Fuscoporia undulata
- Fuscoporia wahlbergii
- Fuscoporia yunnanensis Y.C. Dai, 2010